# زتا تور
زتا تور یک ستاره است که در صورت فلکی تور قرار دارد.